# Tỷ lệ vàng
Trong toán học và nghệ thuật, hai đại lượng được gọi là có tỷ số vàng hay tỷ lệ vàng nếu tỷ số giữa tổng của các đại lượng đó với đại lượng lớn hơn bằng tỷ số giữa đại lượng lớn hơn với đại lượng nhỏ hơn. Tỷ lệ vàng thường được ký hiệu bằng ký tự {\displaystyle \varphi } (phi (varphi)) trong bảng chữ cái Hy Lạp nhằm tưởng nhớ đến Phidias, nhà điêu khắc đã xây dựng nên đền Parthenon.
Tỷ lệ vàng được biểu diễn như sau:
{\displaystyle {\frac {a+b}{a}}={\frac {a}{b}}=\varphi }
Phương trình này có nghiệm đại số xác định là một số vô tỷ:
{\displaystyle \varphi ={\frac {1+{\sqrt {5}}}{2}}\approx 1,61803\,39887\ldots \,}
Hãy đơn giản hóa, ta có tỉ lệ vàng bằng 1:0,618
Đến Thời kỳ Phục Hưng, các nghệ sĩ và kiến trúc sư bắt đầu tính toán và xây dựng sao cho các tác phẩm của họ xấp xỉ tỷ số vàng, đặc biệt là trong hình chữ nhật vàng - tỷ số giữa cạnh dài và cạnh ngắn chính là tỷ số vàng. Các nhà toán học đã nghiên cứu tỷ số vàng vì tính độc đáo cũng như các đặc tính lý thú của nó.

## Lịch sử

### Thời kì cổ đại
Người ta chưa biết tỉ lệ vàng có từ bao giờ. Trước đây, người ta vẫn cho rằng một người La Mã là Vitruvius sống cách đây gần 2100 năm đã tìm ra tỉ lệ vàng. Gần đây các nhà khảo cổ học tìm thấy các di bút viết về tỉ lệ vàng trong các kim tự tháp ở Ai Cập. Điều đó chứng tỏ tỉ lệ vàng xuất hiện rất sớm (cách đây khoảng hàng nghìn năm).
Euclide, nhà toán học của mọi thời đại đã từng nói đến tỉ lệ vàng trong tác phẩm bất hủ của ông mang tên "Những nguyên tắc cơ bản". Theo Euclide, điểm I trên đoạn AB được gọi là điểm chia đoạn AB theo tỉ lệ vàng (còn gọi là điểm vàng) nếu thỏa mãn:
{\displaystyle {\frac {AI}{IB}}={\frac {AB}{AI}}.}
Đặt:{\displaystyle {\frac {AI}{IB}}={\frac {AB}{AI}}\ =x.}. Số x đó được gọi là tỉ lệ vàng và điểm I đó là điểm vàng của đoạn AB.

### Thời kì trung đại
Từ đó về sau như ta đã biết đã có khá nhiều phát hiện về sự tồn tại của Tỷ Lệ Vàng trong các hình kỷ hà tự nhiên như hình ngôi sao 5 cánh,hình đa giác 10 cạnh... trong chuỗi số nguyên Fibonacci.
Luca Pacioli (1445-1517) xác định tỷ lệ vàng là "tỷ lệ thần thánh" trong tác phẩm Proportione Divina.

### Thời kì hiện đại
Mark Barr (thế kỷ 20) sử dụng chữ cái Hy Lạp phi (φ) là ký hiệu của tỉ lệ vàng.
* {\displaystyle \varphi } = 1,61803 39887 49894 84820 45868 34...

## Tính toán
| Nhị phân      | 1.1001111000110111011...                                                                               |
| Thập phân     | 1.6180339887498948482...                                                                               |
| Thập lục phân | 1.9E3779B97F4A7C15F39...                                                                               |
| Đại số        | {\displaystyle {\frac {1+{\sqrt {5}}}{2}}}                                                             |
| Chuỗi vô hạn  | {\displaystyle {\frac {13}{8}}+\sum _{n=0}^{\infty }{\frac {(-1)^{(n+1)}(2n+1)!}{(n+2)!n!4^{(2n+3)}}}} |

Mở rộng ra, hai đại lượng a và b có tỷ số vàng φ nếu:
{\displaystyle {\frac {a+b}{a}}={\frac {a}{b}}=\varphi \,.}
Bằng việc đơn giản hóa phân số đầu:
{\displaystyle {\frac {a+b}{a}}={\frac {a}{a}}+{\frac {b}{a}}=1+{\frac {b}{a}}}
Phương trình trên có thể biến đổi bằng cách thay {\displaystyle {\frac {b}{a}}={\frac {1}{\varphi }}}:
{\displaystyle 1+{\frac {1}{\varphi }}=\varphi .}
Nhân cả 2 vế với φ ta được
{\displaystyle \varphi +1=\varphi ^{2}}
Sắp xếp lại thành phương trình bậc hai sau
{\displaystyle {\varphi }^{2}-\varphi -1=0.}
Giá trị của φ sau khi tính nghiệm phương trình bậc hai trên là
{\displaystyle \varphi ={\frac {1+{\sqrt {5}}}{2}}\approx 1.61803\,39887\dots \,}
Nghiệm còn lại của phương trình bậc hai trên là {\displaystyle -{\frac {1}{\varphi }}}, giá trị này tuy không phổ biến bằng nhưng nó có một số tính chất chung với φ.

## Tỉ lệ vàng trong toán học

### Tỷ lệ vàng là số vô tỉ
Chứng minh: giả sử φ là số hữu tỉ, tức {\displaystyle \varphi ={\frac {1+{\sqrt {5}}}{2}}} là số hữu tỉ, ta có thể biến đẳng thức thành {\displaystyle 2\varphi -1={\sqrt {5}}}, bởi φ là số hữu tỉ nên {\displaystyle 2\varphi -1} cũng là số hữu tỉ nhưng {\displaystyle {\sqrt {5}}} là số vô tỉ, mâu thuẫn với giả thuyết, do đó φ phải là số vô tỉ.

### Đa thức tối thiểu

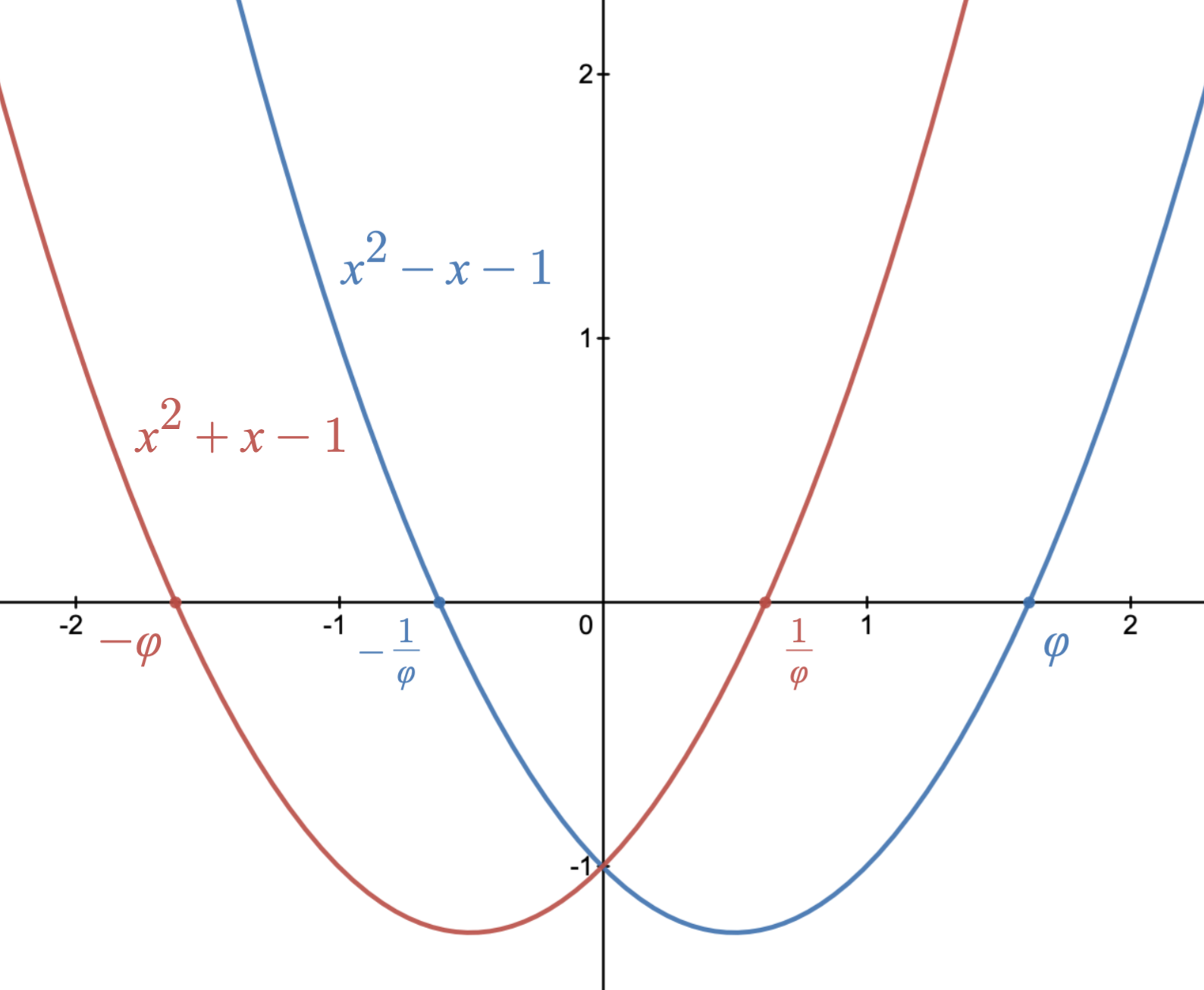
Tỷ lệ vàng và nghịch đảo âm là nghiệm của phương trình bậc hai. Giá trị âm của tỷ lệ vàng và nghịch đảo là nghiệm của phương trình bậc hai.

Tỷ lệ vàng đồng thời là số đại số, hơn nữa còn là số đại số nguyên. Đa thức tối tiểu của nó là:
{\displaystyle x^{2}-x-1.}
Tỷ lệ vàng có quan hệ gần với đa thức
{\displaystyle x^{2}+x-1,}
có nghiệm {\displaystyle -\varphi } và {\displaystyle \varphi ^{-1}.}

### Tính chất khác
Số φ có 2 tính chất đặc biệt sau:
{\displaystyle \varphi \times \varphi =\varphi +1.}
{\displaystyle {\frac {1}{\varphi }}=\varphi -1.}

### Liên phân số và căn liên tục
Số φ có thể biểu diễn dưới dạng liên phân số và căn liên tục như sau:
{\displaystyle \varphi ={\sqrt {1+{\sqrt {1+{\sqrt {1+{\sqrt {1+{\sqrt {1+...}}}}}}}}}}=1+{\cfrac {1}{1+{\cfrac {1}{1+{\cfrac {1}{1+{\cfrac {1}{1+{\cfrac {1}{1+\ddots }}}}}}}}}}}

## Tỉ lệ vàng trong đời sống

### Kiến trúc

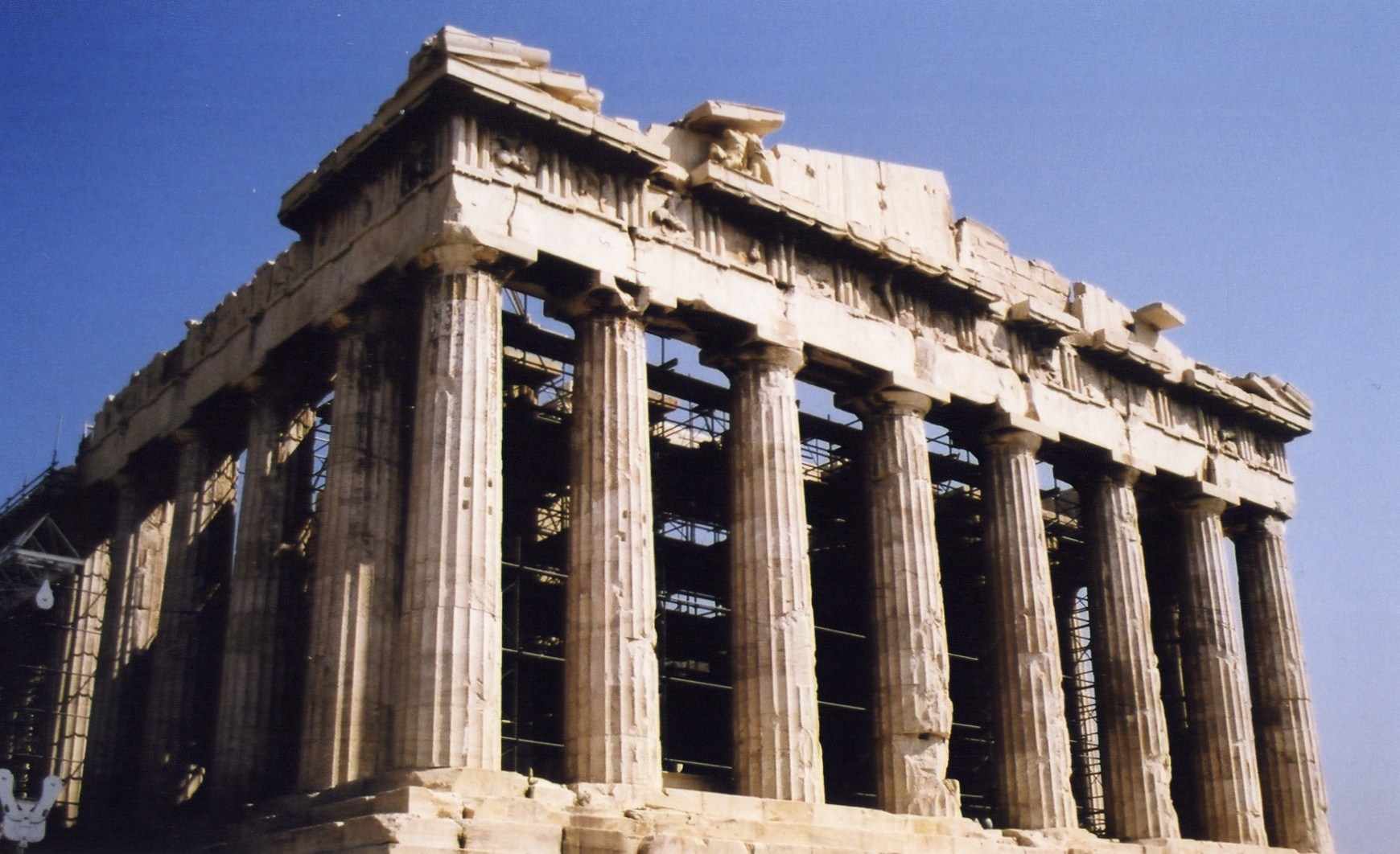
Kiến trúc trong đền Parthenon bị ảnh hưởng bởi tỉ lệ vàng

Trong các công trình kỳ quan về kiến trúc như quần thể kim tự tháp Khufu 146/233 xấp xỉ 62,66% trong đó cạnh đáy bằng 233m, chiều cao bằng 146m, kim tự tháp Mikerinos: 66/108 xấp xỉ 61,11%, trong đó cạnh đáy bằng 108m, chiều cao bằng 66m, dù những kích thước có bị sai lệch qua thời gian, song ta thấy chúng rất gần với tỷ lệ vàng. Tháp Eiffel 184.4/300.5 ≈ 61,36% trong đó chiều cao phần thân chính bằng 184,8m, chiều ngang tháp bằng 300,5m.
Tháp Rùa tại Việt Nam được cho là vẫn chịu ảnh hưởng của tỉ lệ vàng.

### Kích thước của cơ thể con người

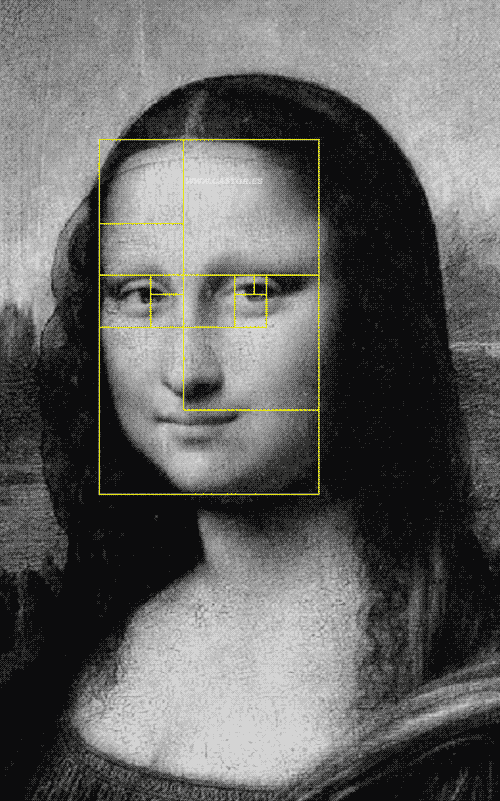

Tỉ số vàng xuất hiện ngay trong kích thước của cơ thể con người (chiều cao rốn, chiều cao toàn thân, chiều dài cẳng tay, chiều dài cánh tay ...).

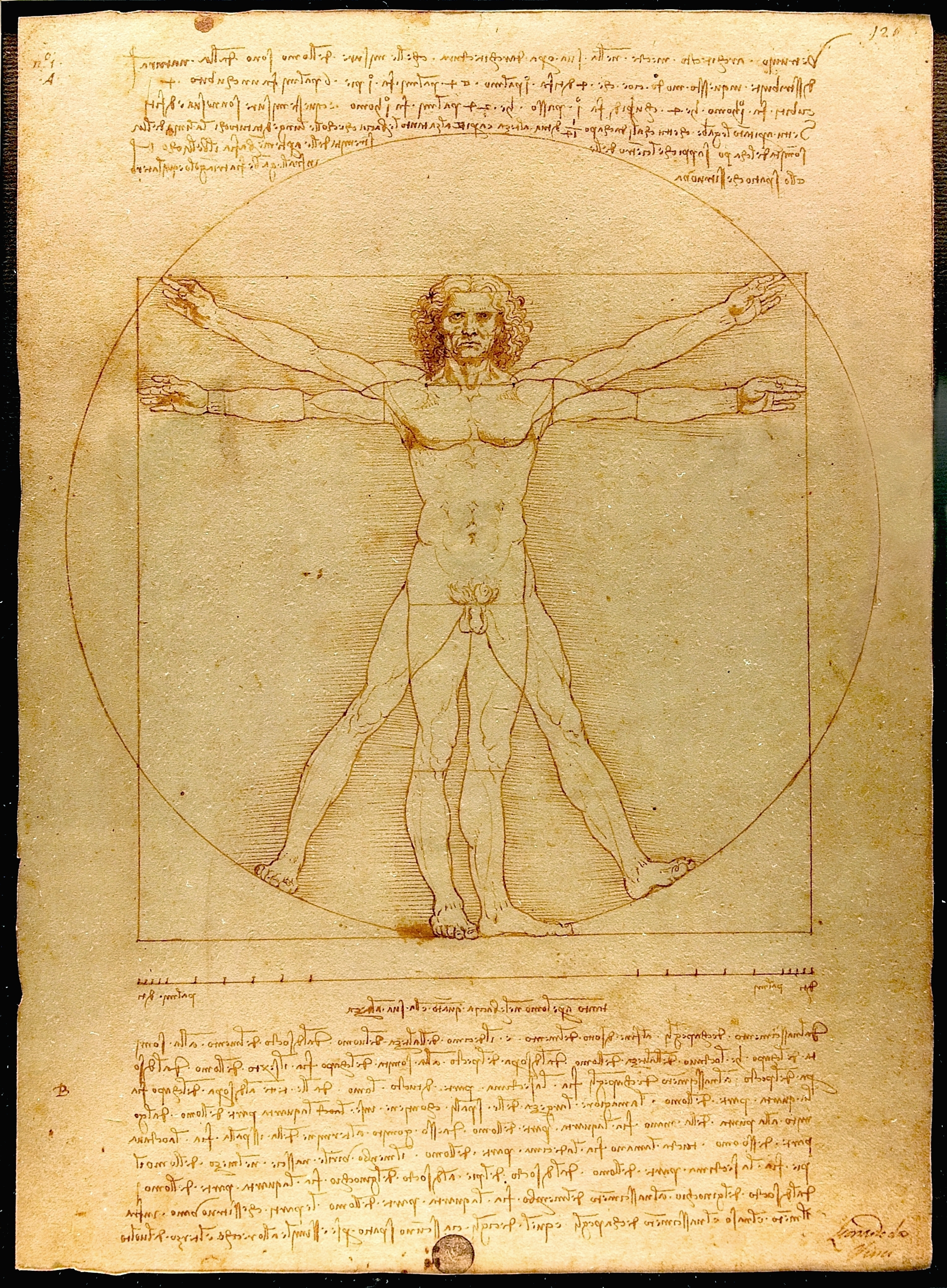
Người Vitruvius theo Leonardo da Vinci

Nếu trong thực tế cơ thể bạn đúng theo các tỉ lệ sau đây thì chắc chắn trông rất cân đối và đẹp:
- Chiều cao / đỉnh đầu đến đầu ngón tay = {\displaystyle \varphi }
- Đỉnh đầu tới đầu ngón tay / đỉnh đầu tới rốn (hoặc cùi chỏ) = {\displaystyle \varphi }
- Đỉnh đầu tới rốn (hoặc cùi chỏ) / đỉnh đầu tới ngực = {\displaystyle \varphi }
- Đỉnh đầu tới rốn (hoặc cùi chỏ) / chiều rộng đôi vai = {\displaystyle \varphi }
- Đỉnh đầu tới rốn (hoặc cùi chỏ) / chiều dài cẳng tay = {\displaystyle \varphi }
- Đỉnh đầu tới rốn (hoặc cùi chỏ) / chiều dài xương ống quyển = {\displaystyle \varphi }
- Đỉnh đầu tới ngực / đỉnh đầu tới gốc sọ = {\displaystyle \varphi }
- Đỉnh đầu tới ngực / chiều rộng của bụng = {\displaystyle \varphi }
- Chiều dài của cẳng tay / chiều dài bàn tay = {\displaystyle \varphi }
- Vai đến các đầu ngón tay / khuỷu tay đến các đầu ngón tay = {\displaystyle \varphi }
- Hông đến mặt đất / đầu gối đến mặt đất = {\displaystyle \varphi }
- Gọi độ dài từ rốn lên đến đỉnh đầu là x, độ dài từ rốn xuống đến chân là y. Độ dài một dang tay gọi là a. Nếu x/y = a/(x+y) = 1/φ = Ф = 0.618033..., thì đó là thân hình của các siêu người mẫu.

### Trong văn hóa tôn giáo

Ma trận hoàn hảo của Vạn vật

Hà Đồ, Lạc Thư và Bát Quái là ba họa đồ được truyền lại từ thời xa xưa, có nguồn gốc từ các bộ tộc phía Nam sông Dương Tử cổ đại (là nơi phát tích của người Việt cổ). Mỗi họa đồ được truyền tụng, phát triển, và sử dụng với nhiều mục đích khác nhau.
Phục Hy căn cứ vào Hà Đồ để suy diễn ra Tiên thiên Bát quái, còn Chu Văn Vương lại căn cứ vào Lạc Thư để suy diễn ra Hậu thiên Bát quái. Theo đó, những đồ hình này hàm chứa nhận thức của cổ nhân về vũ trụ.
Trong Phật giáo, chữ Vạn mang tính biểu tương thể hiện lòng từ bi. Trong Đạo giáo, có Thái cực. Trong Dịch học có Bát quái
Tuy nhiên đến đây vẫn chưa phải là hết. Văn hóa phương Đông từ xưa đến nay có Đạo gia và Phật gia là chủ yếu. Đạo gia có Thái Cực, Phật gia có phù hiệu chữ Vạn (卍), chúng đều là nhận thức về vũ trụ của hai gia phái này. Vậy thì điều này cũng có liên quan tới Hà Đồ và Lạc Thư.
Số lẻ cấu thành Lạc Thư (tổng số con số ở hình 1 là 9) ở đó ẩn tàng phù hiệu chữ Vạn (卍); Còn số chẵn cấu thành Hà Đồ (tổng số con số ở hình 3 là 10) ở đó ẩn tàng Thái Cực. Như vậy chữ Vạn (卍) diễn xuất số lẻ, Thái Cực diễn xuất số chẵn.
Từ  lấy phù hiệu chữ Vạn (卍) thay thế số lẻ, lấy Thái Cực thay thế số chẵn ra một Ma trận